# Avi Arad
Pour les articles homonymes, voir Arad.
Avi Arad (né le 1er août 1948 à Ramat Gan en Israël) est un producteur et homme d'affaires israélo-américain.
Il compte de nombreux films produits pour Marvel Entertainment. Avi Arad fut également directeur général de Marvel Toys (anciennement Toy Biz).

## Biographie
Avi Arad est né le 1er août 1948 à Ramat Gan en Israël, où il a grandi, puis s'est installé aux États-Unis durant ses études. Il a étudié le management industriel à l'université Hofstra, et a obtenu une licence de gestion des affaires.
Il a été le producteur exécutif de nombreuses séries d'animation pour la télévision, dont Spider-Man et Iron Man, ainsi que X-Men Evolution et Doctor Strange: The Sorcerer Supreme.
Avant d'entrer chez Marvel Studios, Avi Arad a été l'un des plus grands créateurs de jouets du monde et un producteur d'émissions pour la jeunesse réputé. Il est à l'origine de la transposition de la plupart des personnages Marvel Comics au cinéma, à la télévision et sous forme de jouets et de jeux électroniques et vidéo, et a développé des dizaines de produits. Il a travaillé avec Toy Biz, Hasbro, Mattel, Nintendo, Tiger, Ideal, Galoob, Tyco et Sega.
Avi Arad a été le producteur de nombreux films Marvel comme Blade, The Punisher, Daredevil, Ghost Rider, L'Incroyable Hulk, Iron Man, Spider-Man, Les 4 Fantastiques, X-Men, Elektra, Venom et Morbius. Il a également produit Spider-Man: New Generation, qui a notamment reçu l'Oscar du meilleur film d'animation.
Avi Arad est classé 44e parmi les hommes les plus influents du cinéma américain par le magazine Première en 2003.

## Filmographie sélective

### Cinéma
| Producteur - Daredevil (2003) - Hulk (2003) - The Punisher (2004) - Spider-Man 2 (2004) - Elektra (2005) - Man-Thing (2005) - Les 4 Fantastiques (2005) - X-Men : L'Affrontement final (2006) - Ghost Rider (2007) - Spider-Man 3 (2007) - Les Quatre Fantastiques et le Surfer d'argent (2007) - Bratz : In-sé-pa-rables ! (Bratz) - Iron Man (2008) - L'Incroyable Hulk (2008) - Ghost Rider 2 : L'Esprit de vengeance (2011) - The Amazing Spider-Man (2012) - Robosapien: Rebooted (2013) - The Amazing Spider-Man : Le Destin d'un héros (2014) - Ghost in the Shell (2017) - Venom (2018) - Spider-Man: New Generation (2018) - Venom: Let There Be Carnage (2021) - Morbius (2022) - Uncharted (2022) - Spider-Man: Across the Spider-Verse (2023) - Borderlands (2024) - Venom: The Last Dance (2024) - Kraven the Hunter (2024) - Spider-Man: Beyond the Spider-Verse (2027) - The Legend of Zelda (en projet) | Producteur exécutif - Blade (1998) - X-Men (2000) - Blade II (2002) - Spider-Man (2002) - X-Men 2 (2003) - Blade: Trinity (2004) - The Killing Floor (2007) - Gamba: Ganba to nakamatachi (2015) - Spider-Man: Homecoming (2017) - Spider-Man: Far From Home (2019) - Spider-Man: No Way Home (2021) |  |

### Télévision
- 1992 : Le Roi Arthur et les Chevaliers de Justice (King Arthur and the Knights of Justice) (anime)
- 1993 : Double Dragon (anime)
- 1993 : Le Maître des bots (anime)
- 1994 : Iron Man (anime)
- 1994 : Spider-Man, l'homme-araignée
- 1996 : Generation X
- 1998 : Nick Fury: Agent of Shield (tv)
- 1998 : Silver Surfer  (anime)
- 1999 : The Avengers: United They Stand (anime)
- 1999 : The Avengers: United They Stand (anime)
- 1999 : Spider-Man Unlimited (anime)
- 2001 : Mutant X (série télévisée)
- 2005 : Man-Thing (direct vidéo)
- 2006 : Blade
- 2006 : Ultimate Avengers 2 (anime)
- 2006 : Les Quatre Fantastiques
- 2007 : Doctor Strange: The Sorcerer Supreme (anime)
- 2008 : Spectacular Spider-Man
- 2008 : Wolverine et les X-Men
- 2009 : Iron Man: Armored Adventures (anime 3D)

## Manga
- 2011 : The Innocent (idée originale, scénario de Jun'ichi Fujisaku et dessins de Sung Ko Ya)